# Crioterapie
Crioterapia reprezintă o formă de tratament în care azotul lichid sau oxidul nitric, este folosit pentru a îngheța și a  distruge leziuni, precum și decopertarea lor cu o chiuretă. Aplicarea de  azot lichid poate provoca arsuri sau înțepături la nivelul locului tratat, care pot persista timp de câteva minute după tratament. Cicatrici sau pierderea de culoare pot complica aceste tratamente. În tratamentul cu azot lichid,  se poate forma o veziculă la  locul de tratament, dar aceasta  va cădea în două până la patru săptămâni. Procedura poate fi efectuată de orice profesionist din domeniul medical.

## Vezi și
- Termoterapie

## Legături externe
- „Crioterapie” la DEX online